# Сан-Раймунду-дас-Мангабейрас
Сан-Раймунду-дас-Мангабейрас (порт. São Raimundo das Mangabeiras) — муниципалитет в Бразилии, входит в штат Мараньян. Составная часть мезорегиона Юг штата Мараньян. Входит в экономико-статистический микрорегион Шападас-дас-Мангабейрас. Население составляет 17 474 человека на 2010 год. Занимает площадь 3521,515 км². Плотность населения — 4,96 чел./км².

## Демография
Согласно сведениям, собранным в ходе переписи 2010 г. Национальным институтом географии и статистики (IBGE), население муниципалитета составляет:
| Полное население                               | Полное население                               | Полное население                               | Полное население                               | 17 474 |
| ---------------------------------------------- | ---------------------------------------------- | ---------------------------------------------- | ---------------------------------------------- | ------ |
| в том числе:                                   | Городское население                            | 12 533                                         | Процент городского населения, %                | 71,72  |
|                                                | Сельское население                             | 4941                                           | Процент сельского населения, %                 | 28,28  |
|                                                | Мужское население                              | 8884                                           | Процент мужского населения, %                  | 50,84  |
|                                                | Женское население                              | 8590                                           | Процент женского населения, %                  | 49,16  |
| Плотность населения, чел/км²                   | Плотность населения, чел/км²                   | Плотность населения, чел/км²                   | Плотность населения, чел/км²                   | 4,96   |
| Население муниципалитета в % к населению штата | Население муниципалитета в % к населению штата | Население муниципалитета в % к населению штата | Население муниципалитета в % к населению штата | 0,27   |

По данным оценки 2016 года, население муниципалитета составляет 18 406 жителей.

## История
Город основан 10 февраля 1949 года.

## Статистика
- Валовой внутренний продукт на 2003 год составляет 91 080 688,00 реалов (данные: Бразильский институт географии и статистики).
- Валовой внутренний продукт на душу населения на 2003 год составляет 6008,36 реалов (данные: Бразильский институт географии и статистики).
- Индекс развития человеческого потенциала на 2000 год составляет 0,638 (данные: Программа развития ООН).